# Marija Šerifović
Marija Šerifović (srp. Марија Шерифовић, Kragujevac, 14. studenoga 1984.), srbijanske je pjevačica zabavne glazbe. Predstavljala je Srbiju na Eurosongu 2007. s pjesmom Molitva, s kojom je pobijedila.
Marijina majka je Verica Šerifović, pjevačica narodne glazbe. Marija je završila gimnaziju i nižu glazbenu školu u rodnom Kragujevcu. Po završetku srednje škole preselila su u Beograd. Svoj prvi album "Naj, najbolja" snimila je 2003.
Više je puta nastupila na festivalima:
- Budvanski festival 2003., Gorka čokolada
- Budvanski festival 2004., Bol do ludila, prvo mjesto
- Beovizija 2005.[1], Ponuda, sedmo mjesto
- Radijski festival 2005., U nedelju, prvo mjesto
- Festival u Vrnjačkoj Banji 2006., Dugo, nagrada za interpretaciju
- Beovizija 2007.[2][3], Molitva, prvo mjesto

Godine 2006. objavljuje drugi album Bez ljubavi.
Snima za City Records. Na Beoviziji 2007. pobijedila je s pjesmom Molitva Vladimira Graića na tekst Saše Miloševića Marea, osvojivši 12 bodova u telefonskom glasanju publike i 10 u glasovima žirija.

## Zanimljivosti
Njezina majka Verica navodno je zbog matematike napustila školovanje. Roditelji su nastavak Marijine glazbene karijere zahtijevali završetkom škole.
Marija je 2023. dobila sina preko surogat majke.
Na premijeri svojeg autobiografskog filma Ispovest održanoj u Beogradu 27. studenoga 2013. Marija je pored ostalih detalja iz svog života otkrila i da je homoseksualne orijentacije, postavši tako prva javno deklarirana LGBT osoba u Srbiji koja se bavi javnim poslom.
Od 2015. godine do 2025. godine Marija je bila članica žirija Zvezda Granda. Godine 2015. potpisala je i ugovor s Grand Produkcijom.
Marija je dobra prijateljica s pjevačicama Ninom Badrić i Jelenom Karleušom.

## Vanjske poveznice
- marijaserifovic.com  Arhivirana inačica izvorne stranice od 19. kolovoza 2007. (Wayback Machine)